# Théorie de la littérature

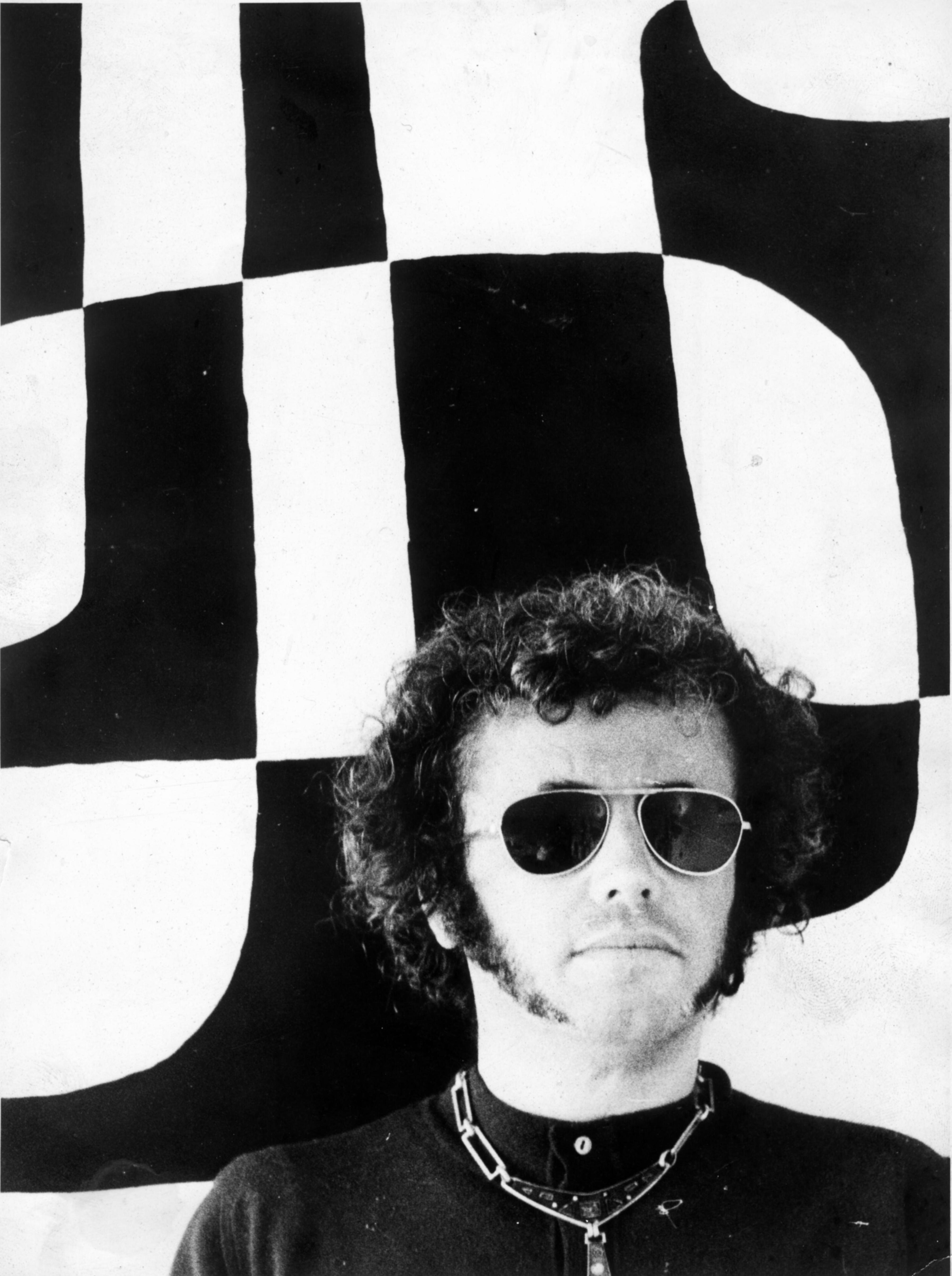
L'écrivain français et théoricien de la littérature Jean Ricardou devant son emblématique tableau.

La théorie de la littérature est l'étude savante de la littérature en tant que phénomène culturel. Il s'agit d'une discipline qui relève à la fois de la linguistique et de l'esthétique. La théorie du langage littéraire est parfois désignée sous le terme de poétique.
Par souci de clarté, l'article présente d'abord ce qui relève de la littérature en général (la littérarité) et ensuite de l'analyse littéraire pour ce qui concerne les techniques d'étude des textes littéraires. Une théorie de la littérature ne peut se construire que sur l'étude d'un corpus d'œuvres et de textes littéraires. Réciproquement, l'analyse littéraire, pour être pertinente, doit s'appuyer sur une réflexion théorique sur le statut et la fonction de la littérature.

## Critères de littérarité d'un texte
Le terme littérarité renvoie au caractère littéraire d'un texte. Les critères de littérarité renvoient aux facteurs qui font d'un texte un texte littéraire. 

### Critères internes au texte
- Qui relèvent de la forme des textes, c'est-à-dire l'esthétique, le style, les champs lexicaux, les symboles et les figures de style.
- Qui relèvent du contenu des textes, à savoir les thèmes et valeurs qui permettent d'analyser le texte selon le mode de représentation particulier de la vie que lui insuffle l'auteur.
- Qui relèvent des relations entre les textes, soit l'intertextualité. En effet, un texte n'existe que dans une littérature constituée d'autres textes. Toutes ces œuvres se recoupent, que ce soit par la stylistique, la thématique ou les idées. Des combinaisons nouvelles peuvent émerger, ce qui rend une œuvre particulière.

### Critères externes au texte
- Qui relèvent de l'auteur. L'œuvre d'un auteur est l'expression d'un moi unique, avec une vision particulière.
- Qui relèvent du milieu social où celui-ci est produit. Là entre en jeu une vision élitiste de la littérature. C'est-à-dire qu'on fait un lien entre la qualité de l'œuvre et sa diffusion. Plus celle-ci est largement diffusée et facilement comprise de tous, moins elle est appréciée par la critique littéraire, parce qu'une lecture exécutée trop au premier degré implique moins d'efforts de la part du lecteur.
- Qui relèvent du lecteur. Il faut que le lecteur s'investisse dans l'œuvre d'un auteur afin d'en donner sa propre interprétation.

Plus un texte remplit de critères de littérarité, plus celui-ci est littéraire. Cependant, cette vision de la littérature est celle de l'institution littéraire même, or la littérature peut être perçue différemment selon la vision qu'on a de celle-ci et des critères qui la constituent. Le concept de littérature n'est pas un concept de précision, il faut considérer la littérature dans son ensemble.

## Théories littéraires
Plusieurs approches peuvent être considérées lorsqu'on étudie la littérature en général ou un texte littéraire en particulier :
- Comparatisme
- Ethnocritique
- Écocritique
- Formalisme
- Géocritique
- Histoire littéraire
- Narratologie
- Psychocritique
- Sémiologie
- Sémiotique
- Sociocritique
- Sociologie de la littérature
- Structuralisme
- Stylistique
- Textanalyse
- Théories de la réception et de la lecture

## Quelques théoriciens et leurs concepts
- Mikhaïl Bakhtine : plurilinguisme, dialogisme, carnavalesque
- Antoine Compagnon
- Ferdinand de Saussure : théorie du signe linguistique
- Umberto Eco
- Gérard Genette : narratologie
- Algirdas Julien Greimas : formalisation du récit, sémiotique et sémiologie
- Hans Robert Jauss : théorie de la réception, effet esthétique
- Wolfgang Iser : théorie et esthétique de la lecture
- Julia Kristeva : intertextualité
- Thomas Pavel : univers de fiction
- Vladimir Propp : Morphologie du conte
- Charles S. Peirce
- Michel Riffaterre : matrice textuelle, lecture mimétique et lecture herméneutique
- Alain Robbe-Grillet : Nouveau Roman
- Jean Ricardou : Nouveau Roman, illusion référentielle
- Roland Barthes : effet de réel, plaisir du texte, degré zéro de l'écriture
- André Jolles (de), Formes simples (1930)

## Analyse littéraire
Une analyse littéraire consiste en une étude d'un ou plusieurs textes tirés de la littérature menée selon une méthodologie rigoureuse. L'analyse peut porter tant sur une partie d'un texte, un extrait, que sur un texte complet, par exemple un roman, que sur un ensemble de textes, par exemple une œuvre ou une partie de l'œuvre d'un auteur. 
L'analyse littéraire se propose d'étudier à la fois la forme et le fond d'un texte, en s'attachant à montrer comment cette forme sert ce fond. Une plus grande compréhension de la forme permet donc une plus grande compréhension du fond. 
L'analyse littéraire est un exercice classique imposé en France aux élèves des collèges et lycées et en Suisse aux élèves du secondaire II qui effectuent une maturité ou un certificat de culture générale, ainsi qu'aux étudiants francophones des sections littéraires des universités et/ou des classes préparatoires.

### Types de compositions
Parmi les exercices scolaires et académiques d'interprétation des textes, on peut dégager ceux-ci :
- l'explication de texte
- le commentaire linéaire
- le commentaire littéraire
- la lecture méthodique
- la dissertation littéraire
- la dissertation générale littéraire
- l'essai

### Méthode de l'analyse
L'analyse littéraire suit généralement une démarche en plusieurs étapes :
- Le lecteur effectue d'abord une première lecture visant à la compréhension littérale du texte. Si nécessaire, il cherche dans un dictionnaire le sens littéral des mots et syntagmes qu'il ne comprend pas. Il peut aussi résumer le texte en le reformulant pour s'assurer de sa compréhension.
- Il s'attache ensuite à une interprétation du texte allant au-delà du contenu explicite. Il procède alors à l'identification puis à l'analyse des procédés stylistiques, des références (intra et inter textuelles notamment) et des symboles utilisés, en s'efforçant de souligner ou d'interroger la cohérence de ces éléments.
- La troisième étape consiste à identifier des axes de lecture (axes interprétatifs), puis à formuler une hypothèse interprétative mettant en avant un sens général du texte s'appuyant tant sur l'analyse de la forme que sur les thèmes présents (identifiés notamment sur la base des champs lexicaux), sans perdre de vue que plusieurs interprétations peuvent être appliquées à un même texte. Le choix du sens retenu sera justifié, notamment à l'aide de citations, et organisé selon les axes de lecture identifiés.
- À ce stade, il est éventuellement possible d'initier une réflexion particulière sur la vie et l'humain en général, en étudiant dans cette perspective le contexte social ou historique du texte, exprimé par la vision particulière de l'auteur.
- La dernière phase de l'analyse s'applique à identifier les formes d'innovation, ou a contrario de conformité, du texte, autrement dit à apprécier son apport véritable à son genre de littérature. La richesse de cette appréciation est bien sûr très déterminée par la culture littéraire du lecteur.